# Lia van Leerová
Lia van Leerová (hebrejsky: ליה ון ליר, rodným jménem Lia Greenbergová; 8. srpna 1924 – 14. března 2015) byla průkopnice programování uměleckých filmů a filmového archivování v Izraeli. Je zakladatelkou haifské kinotéky, jeruzalémské kinotéky, Izraelského filmového archivu a Jeruzalémského filmového festivalu.

## Biografie
Narodila se v besarábském městě Bălţi v Rumunsku (dnešní Moldavsko). Její otec Simon Greenberg byl exportér pšenice, zatímco matka Olga byla dobrovolnicí v Mezinárodní ženské sionistické organizaci (WIZO). Vystudovala státní střední školu a trávila léta v karpatských horách. V roce 1940 ji rodiče poslali navštívit sestru Bruriu do britské mandátní Palestiny. Její sestra imigrovala o čtyři roky dříve a nyní žila v Tel Avivu, kde pracovala jako zubařka. Své rodiče však již Lia nikdy více nespatřila. V červenci 1941 nacisté zahájili okupaci Bălţi a zavraždili jejího otce a další vůdce židovské komunity. Matka a babička byly deportovány do Podněstří, kde zahynuly v koncentračním táboře. V roce 1943 se Lia přestěhovala do Jeruzaléma, kde studovala na Hebrejské univerzitě. V roce 1952 se provdala za nizozemského inženýra, pilota, dramatika a filmového producenta Wima Van Leera a usadila se v Haifě. O tři roky později společně založili první filmový klub v zemi.
Van Leerová na filmové začátky vzpomínala následovně: „Tehdy ještě nebyly televize a my měli 16mm projektor, který jsme dostali jako dar od mého tchána. Každý pátek jsme domů zvali přátele na filmové promítání a náš dům se stal jedním z nejoblíbenějších v Haifě.“ Tento filmový klub se posléze stal haifskou kinotékou. Soukromá kolekce filmů rodiny Van Leerovy se posléze stala základem Izraelského filmového archivu, založeného roku 1960.
V roce 1973 daroval brazilský podnikatel George Ostrovsky velkou sumu peněz, na vybudování kinotéky v Chinonském údolí pod zdmi Starého Města. Jeruzalémský starosta Teddy Kollek a Jeruzalémská nadace zároveň zmobilizovali dárce v Hollywoodu a po celém světě. Jeruzalémská kinotéka pak byla otevřena v roce 1981 a Lia van Leerová se stala její první ředitelkou.
Po manželově smrti v roce 1991, založila Lia Cenu Wima Van Leera pro studenty středních škol, aby tak podpořila začínající mladé filmaře. První rok se o cenu ucházelo osm filmů, v roce 2008 to bylo již 90 filmů.
Zemřela roku 2015 ve věku 90 let.

## Ocenění
V roce 1988 byla Lie van Leerové udělena zvláštní cena za dobrovolnickou práci od prezidenta Chajima Herzoga. V roce 1998 ji izraelská filmová akademie udělila Ofirovu cenu za celoživotní dílo. V roce 2004 pak obdržela Izraelskou cenu za její celoživotní dílo a výjimečný přínos izraelské společnosti. Ta je udílena od roku 1953 a patří mezi nejvyšší izraelská státní vyznamenání. V roce 2009 získala čestný doktorát na Hebrejské univerzitě.